# Oz (Isère)
Oz – miejscowość i gmina we Francji, w regionie Owernia-Rodan-Alpy, w departamencie Isère.
Według danych na rok 1990 gminę zamieszkiwało 136 osób, a gęstość zaludnienia wynosiła 8 osób/km² (wśród 2880 gmin regionu Rodan-Alpy Oz plasuje się na 1485. miejscu pod względem liczby ludności, natomiast pod względem powierzchni na miejscu 653.).